# Burla
Burla (rusky Бурла) je řeka v Altajském kraji v Rusku a dolní tok zasahuje do Pavlodarské oblasti v Kazachstánu. Je 489 km dlouhá. Povodí má rozlohu 12 800 km².

## Průběh toku
Protéká přes Kulundskou step, po většinu toku v bažinatém úvalu. Koryto je převážně nejasně vyznačené, je přerušované a především na dolním toku se mění v řetěz částečně vysychajících jezer. V letech s velkým množstvím vody ústí do bezodtokého jezera Velký Ažbulat na území Kazachstánu. V letech kdy je vody málo končí ve Velkém Topolovém jezeře ještě na území Ruska

## Vodní stav
Průměrný roční průtok vody při ústí do Velkého Topolového jezera činí 3 m³/s. Na mělkých úsecích promrzá.

## Využití
V jezerech je rozvinutý chov ryb a také rybolov.